# Апеккьо
Апеккьо (італ. Apecchio) — муніципалітет в Італії, у регіоні Марке, провінція Пезаро і Урбіно.
Апеккьо розташоване на відстані близько 185 км на північ від Риму, 90 км на захід від Анкони, 60 км на південний захід від Пезаро, 25 км на південний захід від Урбіно.
Населення — 1929 осіб (2014).
Щорічний фестиваль відбувається 11 листопада. Покровитель — святий Мартин.

## Демографія
Населення за роками:

Станом на 1 січня 2023 року в муніципалітеті офіційно проживало 175 іноземців з 16 країн, серед них 106 громадян країн Євросоюзу та 7 громадян України.

## Сусідні муніципалітети
- Кальї
- Читта-ді-Кастелло
- Меркателло-суль-Метауро
- П'єтралунга
- Пьоббіко
- Сант'Анджело-ін-Вадо
- Урбанія